# Nick Weatherspoon
Nick Levoter Weatherspoon (Greenwood, Mississippi, 20 de julio de 1950-Canton, Ohio, 17 de octubre de 2008) fue un jugador de baloncesto estadounidense que jugó 7 temporadas en la NBA. Con 2,00 metros de altura, lo hacía en la posición de alero.

## Trayectoria deportiva

### Universidad
Jugó cuatro temporadas con los Universidad de Fighting Illini de la Universidad de Illinois en Urbana-Champaign, en las que promedió 20,8 puntos y 11,3 rebotes por partido, cifras que ningún jugador de Illinois ha alcanzado en los últimos 35 años. En su última temporada fue incluido en el mejor quinteto de la Big Ten Conference.

### Profesional
Fue elegido en la decimotercera posición del Draft de la NBA de 1973 por Capital Bullets, donde en su primera temporada promedió 7,6 puntos y 6,1 rebotes por partido, lo que le sirvió para ser incluido en el mejor quinteto de rookies. Al año siguiente el equipo cambió su denominación por la de Washington Bullets, y allí jugó hasta que poco después del comienzo de la temporada 1976-77 fue traspasado a Seattle Supersonics a cambio de Leonard Gray.
En los Sonics jugó sus mejores partidos como profesional, promediando 12,8 puntos y 7,9 rebotes por partido, el mejor del equipo en este aspecto, pero no fue suficiente para que le renovaran el contrato. Al año siguiente firmó como agente libre por Chicago Bulls, donde se vio relegado al banquillo, no siendo renovado al término de la temporada. En 1978 fichó por San Diego Clippers, donde regresó al cinco inicial, siendo uno de los tres mejores anotadores del equipo, tras World B. Free y Randy Smith, promediando 13,8 puntos por partido. Jugó una temporada más en los Clippers, esta vez relegado al banquillo, antes de retirarse definitivamente. En el total de su carrera promedió 9,0 puntos y 4,9 rebotes por partido.

## Estadísticas de su carrera en la NBA

### Temporada regular
| Temp.   | Edad | Equipo     | Liga | P   | TIT | MIN  | TC  | TCA  | %TC  | 3P  | 3PA | %3P | TL  | TLA | %TL  | R.OF. | R.DEF. | REB | ASIS | ROB | TAP | PER | FP  | PTS  |
| 1973-74 | 23   | Capital    | NBA  | 65  |     | 18.7 | 3.1 | 7.4  | .412 |     |     |     | 1.5 | 2.1 | .691 | 2.0   | 4.1    | 6.1 | 0.6  | 0.7 | 0.2 |     | 2.8 | 7.6  |
| 1974-75 | 24   | Washington | NBA  | 82  |     | 16.4 | 3.1 | 6.9  | .456 |     |     |     | 1.3 | 1.7 | .746 | 1.6   | 2.6    | 4.2 | 0.6  | 0.8 | 0.3 |     | 2.6 | 7.5  |
| 1975-76 | 25   | Washington | NBA  | 64  |     | 16.9 | 3.4 | 7.2  | .476 |     |     |     | 1.5 | 2.1 | .701 | 1.3   | 3.0    | 4.3 | 0.9  | 0.7 | 0.3 |     | 2.7 | 8.3  |
| 1976-77 | 26   | TOTAL      | NBA  | 62  |     | 26.7 | 5.0 | 11.1 | .449 |     |     |     | 1.5 | 2.3 | .632 | 1.9   | 5.0    | 6.9 | 0.9  | 0.8 | 0.5 |     | 2.7 | 11.5 |
| 1976-77 | 26   | Washington | NBA  | 11  |     | 13.8 | 2.5 | 6.9  | .355 |     |     |     | 0.5 | 0.7 | .625 | 1.0   | 1.2    | 2.2 | 0.2  | 0.3 | 0.5 |     | 1.7 | 5.4  |
| 1976-77 | 26   | Seattle    | NBA  | 51  |     | 29.5 | 5.5 | 12.0 | .461 |     |     |     | 1.7 | 2.7 | .632 | 2.1   | 5.8    | 7.9 | 1.0  | 1.0 | 0.5 |     | 2.9 | 12.8 |
| 1977-78 | 27   | Chicago    | NBA  | 41  |     | 14.9 | 2.1 | 4.7  | .443 |     |     |     | 0.9 | 1.0 | .881 | 1.4   | 1.7    | 3.0 | 0.8  | 0.5 | 0.2 | 1.2 | 1.8 | 5.1  |
| 1978-79 | 28   | San Diego  | NBA  | 82  |     | 32.2 | 5.8 | 12.2 | .480 |     |     |     | 2.1 | 2.9 | .739 | 2.2   | 3.4    | 5.5 | 1.6  | 1.0 | 0.5 | 2.2 | 3.5 | 13.8 |
| 1979-80 | 29   | San Diego  | NBA  | 57  |     | 19.7 | 2.9 | 6.6  | .434 | 0.0 | 0.0 |     | 1.1 | 1.6 | .692 | 1.5   | 2.2    | 3.6 | 0.9  | 0.6 | 0.3 | 1.5 | 2.4 | 6.9  |
| Total   |      |            | NBA  | 453 |     | 21.4 | 3.8 | 8.3  | .455 | 0.0 | 0.0 |     | 1.5 | 2.1 | .713 | 1.7   | 3.2    | 4.9 | 0.9  | 0.8 | 0.3 | 1.8 | 2.7 | 9.0  |

### Playoffs
| Temp.   | Edad | Equipo     | Liga | P  | MIN | TCA | TC  | 3PA | 3P | TLA | TL | R.OF. | REB | ASIS | ROB | TAP | PER | FP | PTS | %TC  | %3P | %FT  | MIN  | PTS  | REB | AST |
| 1973-74 | 23   | Capital    | NBA  | 7  | 87  | 9   | 19  |     |    | 2   | 5  | 11    | 27  | 0    | 2   | 2   |     | 11 | 20  | .474 |     | .400 | 12.4 | 2.9  | 3.9 | 0.0 |
| 1974-75 | 24   | Washington | NBA  | 17 | 404 | 70  | 136 |     |    | 35  | 43 | 25    | 81  | 16   | 14  | 2   |     | 56 | 175 | .515 |     | .814 | 23.8 | 10.3 | 4.8 | 0.9 |
| 1975-76 | 25   | Washington | NBA  | 7  | 224 | 36  | 80  |     |    | 14  | 25 | 10    | 42  | 10   | 2   | 4   |     | 28 | 86  | .450 |     | .560 | 32.0 | 12.3 | 6.0 | 1.4 |
| Total   |      |            | NBA  | 31 | 715 | 115 | 235 |     |    | 51  | 73 | 46    | 150 | 26   | 18  | 8   |     | 95 | 281 | .489 |     | .699 | 23.1 | 9.1  | 4.8 | 0.8 |

## Fallecimiento
Nick Weatherspoon falleció el 17 de octubre de 2008 en su casa de Canton, Ohio, a los 58 años de edad. Llevaba varios años sufriendo una enfermedad degenerativa en la columna vertebral, que incluso le llegó a paralizar medio cuerpo. Su fallecimiento se produjo por causas naturales.